# Зубовский сельсовет (Пензенская область)
Зубовский сельсовет — муниципальное образование со статусом сельского поселения в Спасском районе Пензенской области Российской Федерации.
Административный центр — село Новозубово.

## История
Статус и границы сельского поселения установлены Законом Пензенской области от 2 ноября 2004 года № 690-ЗПО «О границах муниципальных образований Пензенской области».

## Население
| 2002 | 2010 | 2012 | 2013 | 2014 | 2015 | 2016 |
| ---- | ---- | ---- | ---- | ---- | ---- | ---- |
| 715  | ↘657 | ↘633 | ↘607 | ↘585 | ↘552 | ↘550 |
| 2017 | 2018 | 2021 |      |      |      |      |
| ↘533 | ↘523 | ↘423 |      |      |      |      |

## Состав сельского поселения
| № | Населённый пункт | Тип населённого пункта       | Население |
| - | ---------------- | ---------------------------- | --------- |
| 1 | Зубово           | село                         | ↘148      |
| 2 | Новозубово       | село, административный центр | ↘509      |